# Нуредин Пустина
Нуредин (Нурче) Пустина (на албански: Nuredin Nurçe Pustina или Pustinë) е албански революционер.

## Биография
Али Пустина е роден през 1885 година в западномакедонския град Дебър, тогава в Османската империя. Роднина е на революционера Сефедин Пустина. Нуредин е един от основните лидери на албанските въстания срещу османската власт в Дебърско през втората половина на XIX век. Убит е в 1903 година. Баща е на революционера Али Пустина.